# Route 363 (Nouveau-Brunswick)
Pour les articles homonymes, voir Route 363.
La route 363 est une route locale du Nouveau-Brunswick située dans le nord-est de la province, près de Saint-Isidore. Elle est longue de 14 kilomètres, et est pavée sur toute sa longueur. Elle traverse une région mixte, tant boisée qu'agricole.

## Tracé
La 363 débute à l'est de Saint-Sauveur, sur la route 160. Elle est ensuite une longue ligne droite parallèle à la 160 longue de 14 kilomètres, jusqu'à Hacheyville, où elle prend fin sur la route 135, après avoir traversé Butte d'Or et Spruce Brook. 

## Intersections principales
| Route 363           |               |     |                                         |                           |
| Comté               | Location      | km  | Intersection/Destinations               | Notes                     |
| Comté de Gloucester | Saint-Sauveur | 0   | R-160, Saint-Isidore, Allardville       | Extrémité ouest de la 363 |
| Comté de Gloucester | Butte d'Or    | ~2  | Chemin Butte d'Or sud, Bois-Gagnon      |                           |
| Comté de Gloucester | Spruce Brook  | ~10 | Chemin Eustache sud, Haut-Saint-Isidore |                           |
| Comté de Gloucester | Hacheyville   | 14  | R-135, Saint-Isidore, Paquetville       | extrémité est de la 363   |